# Ixodes festai
Ixodes festai (лат.) — вид клещей из семейства иксодовых (Ixodidae).

## Распространение
Вид встречается в западной и южной части Средиземноморья зоны: Франция, Корсика, Италия, Сардиния, Вентотене и Монтекристо, а также Марокко, Тунис и Ливия.
Случай естественной передачи в Польшу.
Самка этого вида была найдена на полуострове Хель в Польше, на чёрном дрозде (Turdus merula).

## Биология
Паразитирует на птицах, чаще всего тех, кто проводит значительное время в поисках пищи на поверхности земли. В качестве хозяев отмечены следующие виды птиц: белобровик (Turdus iliacus), белозобый дрозд (Turdus torquatus), берберийская каменная куропатка (Alectoris barbara), обыкновенный фазан (Phasianus colchicus), певчий дрозд (Turdus philomelos) и чёрный дрозд (Turdus merula). Также клещи найдены на диком кролике (Oryctolagus cuniculus) и Обыкновенной лисице (Vulpes vulpes).

## Роль
Информации об эпидемиологическом значении отсутствует.